# Suzane Carvalho
Suzane Carvalho (Rio de Janeiro, 26 de dezembro de 1963) é uma ex-atriz e piloto de carros e motos e atual jornalista. Ela é filha da atriz Lia Farrel e irmã da também ex-atriz Simone Carvalho.

## Carreira
Suzane começou como atriz bem cedo, aos dois anos de idade já fez seu primeiro trabalho em publicidade.
No teatro, começou aos 13 anos no musical infantil "O Circo". Peça em que a ex-atriz interpretava uma coelhinha. Entre 1977 e 1988, desenvolveu muitos trabalhos em teatro, destacando-se as peças "O Analista de Bagé", "Bocage", "Férias Extra Conjugais", dentre outras. Também foi produtora de peças em São Paulo e no Rio de Janeiro.
Suzane estreou na TV pela Rede Globo aos 18 anos atuando em novelas como "O Homem Proibido", "Vereda Tropical" e "Champagne", onde fez a personagem "Zaíra". Trabalhou, também, em humorísticos como "Chico Anísio Show", e programas especiais como "Caso Verdade" e "A Era dos Halley". Na TV Manchete, trabalhou com o Costinha no programa "Domingo de Graça" e na Rede Bandeirantes, os maiores destaques foram a "Miss Constituinte", do programa "Agildo no País das Maravilhas", e a apresentação dos famosos Bailes de Carnaval.
Começou no cinema aos 14 anos e, ao todo, fez oito filmes. Sua primeira aparição foi no longa-metragem "Sábado Alucinante". Como protagonista, fez "Fêmeas em Fuga" e "Perdidos no Vale dos Dinossauros".
Ainda na década de 1980 posou nua para as revistas Playboy e Ele ela.
Desde criança, o sonho de Suzane era ser piloto de automobilismo. Em 1989, começou a correr de Kart e, no mesmo ano, foi Campeã Brasileira e de várias outras competições. Passou pelas Fórmulas 1600, Fórmula Ford, Fórmula 2000 canadense e Fórmula 2000 italiana.
Em 1992, foi campeã brasileira e sul-americana da Categoria B da Fórmula 3. Essa foi a primeira vez na história do automobilismo mundial que uma mulher conquistou um título na Fórmula 3, que é disputada em todo o mundo, e com isso, Suzane entrou definitivamente para o Guinness Book e para a Enciclopédia Barsa. Além disso ela foi eleita "Esportista do Ano" pelo programa Fantástico, mesmo em ano olímpico. A repercussão atingiu nível mundial, chegando a países como Estados Unidos, Itália, França e Inglaterra. Suzane chegou a receber uma proposta para testar um carro de F1 pela equipe Larrousse, mas não aceitou o convite alegando que aquilo era apenas uma estratégia de marketing e que não tinha a pretensão de contratá-la. Entretanto, mesmo com toda a repercussão, no ano seguinte a seu título, a piloto não pode correr novamente na categoria por falta de patrocínio.
Em 1996 Suzane ficou parada novamente por falta de patrocínio. No ano seguinte, conseguiu patrocínio para fazer três etapas do Campeonato Carioca de Kart e do Campeonato Sul-americano de F-3, além de uma temporada completa no Campeonato Carioca de Carros de Turismo, no qual ela foi colocada para fora da pista em todas as etapas. Algum tempo depois Suzane descobriu que os outros pilotos faziam um sorteio em cada corrida para decidir quem ia botá-la para fora naquela prova. Em 1998 a piloto foi para a Inglaterra e disputou a Palmer Audi onde também sofreu com o preconceito pois a equipe lhe dava um equipamento inferior. O acesso aos dados da telemetria era limitado, porém, um dia, ela entrou no caminhão da equipe e comprovou a diferença. Depois desse incidente ela disputou o Vectra Challenge.
No ano de 1999 Suzane assinou contrato com a prefeitura do Rio de Janeiro e foi correr na Indy Lights Pan-americana. Passadas três etapas a prefeitura não lhe pagou o dinheiro. Ela então assinou com a Coppertone que, após duas etapas, também não pagou. Em 2000 a piloto conseguiu o apoio da UOL que lhe dava 40% do dinheiro, entretanto, após cinco etapas o dinheiro acabou. No ano de 2001, ficou sem correr novamente. No ano seguinte surgiu a Copa Clio com a proposta de uma categoria barata, sendo gasto em cada prova em média R$ 7 mil. Porém, já na primeira etapa, Suzane teve que desembolsar R$ 22 mil e ela não tinha mais como investir e parou de competir.
Em agosto de 2011 Suzane voltou a correr com um carro de Fórmula 3, ela disputou a etapa do Rio de Janeiro da Fórmula 3 Sul-americana na classe Light. O convite foi feito pela equipe Cesário Fórmula.
No ano de 2003 a piloto montou um Centro de Treinamento de Pilotos que mantém até hoje com cursos de Pilotagem de Competição e de Direção defensiva e Evasiva.
Como jornalista, escreve e faz testes e reviews para diversos meios de comunicação, incluindo seus próprios sites e TV por internet, UOL, revista Moto Adventure, Jornal Diário do Pará, entre outros.
Como escritora, lançou o único livro de pilotagem de competição e acerto de chassi escrito no Brasil, que já teve duas edições esgotadas.: Curso de Pilotagem de Kart - Pilotando e Acertando um Kart.

## Filmografia

### Teatro
| Ano     | Trabalho                | Personagem |
| ------- | ----------------------- | ---------- |
| 1977    | O Circo                 | Coelhinha  |
| 1978    | Os Apuros de Papai Noel |            |
| 1979    | A Fadinha Que Era Boa   |            |
| 1982    | A Bela e a Fera         | Bela       |
| 1982/83 | O Pequeno Príncipe      | Rosa       |
| 1984    | O Analista de Bagé      | Diversos   |
| 1985    | O Circo                 | Bailarina  |
| 1985    | Bocage                  |            |
| 1986/87 | Férias Extra Conjugais  |            |

### Televisão
| Ano  | Trabalho                                           | Personagem                     |
| ---- | -------------------------------------------------- | ------------------------------ |
| 1982 | O Homem Proibido (Novela)                          | Marina                         |
| 1982 | Studio Agildo                                      | As 10 Certinhas                |
| 1982 | O Bem Amado                                        | Rebelião no Presídio           |
| 1982 | Caso Verdade                                       | Jan e Jin                      |
| 1983 | Mário Fofoca                                       | Escola de Mulheres             |
| 1983 | Chico Anísio Show                                  | Sobrinha do Tavares e Biscoito |
| 1983 | Champagne (Novela)                                 | Zaíra                          |
| 1984 | Vereda Tropical (Novela)                           | Participação Especial          |
| 1984 | Chico Anísio Show                                  | Sobrinha do Tavares e Biscoito |
| 1985 | Corpo a Corpo                                      | Participação Especial          |
| 1985 | Chico Anísio Show                                  | Sobrinha do Tavares e Biscoito |
| 1985 | A Era dos Halley                                   | Especial                       |
| 1986 | Domingo de Graça                                   | Personagens fixos              |
| 1987 | Agildo no País das Maravilhas                      | Miss Constituinte              |
| 1988 | Agildo no País das Maravilhas                      | Miss Constituinte              |
| 1988 | Bailes de Carnaval                                 | Apresentadora                  |
| 1989 | Bailes de Carnaval                                 | Apresentadora                  |
| 1990 | Bailes de Carnaval                                 | Apresentadora                  |
| 2006 | Zorra Total (Humorístico) \| Participação Especial |                                |
|      |                                                    |                                |

### Cinema
| Ano  | Filme                            | Personagem    |
| ---- | -------------------------------- | ------------- |
| 1978 | Amada Amante                     |               |
| 1979 | Sábado Alucinante                |               |
| 1982 | Profissão Mulher                 |               |
| 1983 | Geração Saúde                    |               |
| 1984 | Fêmeas em Fuga                   | Angela Duvall |
| 1985 | Perdidos no Vale dos Dinossauros | Eva Ibañez    |